# Jiří Lipták
Jiří Lipták (Brno, 30 marzo 1982) è un tiratore a volo ceco della specialità trap, specialità in cui si è aggiudicato l'oro ai Giochi olimpici di Tokyo 2020.